# Pamela Nash
Pamela Nash (née le 24 juin 1984) est une femme politique du Parti travailliste britannique, qui est députée d'Airdrie et de Shotts entre 2010 et 2015. Elle est ensuite directrice générale de l'Écosse dans Union, un groupe de campagne opposé à l'indépendance écossaise. Elle est réélue en 2024.
Pendant son mandat au Parlement, elle était la plus jeune députée de la Chambre des communes. 

## Jeunesse et carrière
Pamela Nash est née à Airdrie, dans le Lanarkshire du Nord, et fait ses études au St Margaret's High School, à Airdrie et à Chapelhall. Nash perd sa mère et son beau-père à l'âge de 17 ans,. 
Elle passe son premier été après le lycée à faire du bénévolat dans une école de Nyeri, au Kenya, et poursuit avec un stage en Ouganda pendant son séjour à l'université. Elle étudie la politique à l'Université de Glasgow, spécialisée dans les droits de l'homme et le développement international. 
Nash est l'officier parlementaire des Young Fabians et membre du Parlement écossais de la jeunesse, où elle siège au comité exécutif et est présidente de la commission des affaires extérieures. Elle est stagiaire pour John Reid pendant un an en tant qu'assistante de circonscription et est ensuite employée pendant trois ans comme assistante parlementaire. 

## Carrière politique
Elle est sélectionnée comme candidate du Parti travailliste sur une liste exclusivement féminine qui, à l'époque, s'est révélée être une question litigieuse. Le président de circonscription, Brian Brady, démissionne sur la question. Néanmoins, 80 % du Parti travailliste de circonscription prend part au processus de sélection. Elle est élue députée d'Airdrie et de Shotts en 2010, remplaçant John Reid qui ne se représente pas. Elle obtient une majorité de 12 408 voix contre le SNP et, à l'âge de 25 ans, est la plus jeune députée de la Chambre des communes, également appelée Baby of the House. À l'époque, leader des députés travaillistes au Parlement écossais, Iain Gray déclare qu'elle avait un "grand avenir dans la politique écossaise". 
Elle est secrétaire parlementaire privé du Secrétaire d'État au Développement international du cabinet fantôme, Jim Murphy. Elle est auparavant secrétaire parlementaire de Margaret Curran, Secrétaire d'État pour l'Écosse du cabinet fantôme et de Vernon Coaker, Secrétaire d'État pour l'Irlande du Nord du cabinet fantôme. Elle siège au comité du projet de loi de finances pour 2011 .
En septembre 2010, elle décide de soutenir David Miliband lors des élections à la direction du Parti travailliste. Le 2 décembre 2010, elle participe à un débat de la BBC sur les différences d'âge dans la politique et la société en général avec le député conservateur Bill Cash.
Nash fait campagne sur des questions telles que la mise sur liste noire dans l'emploi, violations du salaire minimum national, la fermeture des postes de police locaux et la taxe sur les chambres à coucher ,. 
Nash est resélectionnée de justesse par la circonscription Airdrie et Shotts du Parti travailliste pour les élections générales de 2015. Au total, 55 membres ont voté pour qu'elle soit réélue sur 101 membres qui ont assisté au scrutin d'octobre 2013, avec 37 opposés,. Aux élections générales de 2015, Nash perd son siège au profit de Neil Gray, du Parti national écossais qui remporte la majorité avec 8 779 voix. 
En août 2017, elle devient directrice générale d'Écosse dans l'Union, en remplacement de Graeme Pearson.
Elle est réélue aux élections générales de 2024.